# Johan De Ávila
Johan Alejandro De Ávila (Barranquilla, Atlántico, Colombia; 19 de agosto de 1985) es un exfutbolista colombiano. Jugó en la posición de delantero y desarrolló gran parte de su carrera en la Liga Panameña de Fútbol.

## Clubes
| Club                | País     | Año         |
| ------------------- | -------- | ----------- |
| Barranquilla FC     | Colombia | 2007 - 2009 |
| Atlético Veraguense | Panamá   | 2009 - 2010 |
| San Francisco FC    | Panamá   | 2010 - 2013 |

## Palmarés

### Campeonatos nacionales
| Título        | Club             | País   | Año  |
| ------------- | ---------------- | ------ | ---- |
| Clausura 2011 | San Francisco FC | Panamá | 2011 |

- Datos: Q6453031